# Novi Beograd
Novi Beograd (svenska: Nya Belgrad) är en stadsdel belägen på Savaflodens västra bank i Serbiens huvudstad, Belgrad.
Stadsdelen har 212 104 invånare (2011). I Nya Belgrad ligger bland annat Štark arena, Ušćeskraporna och Sankt Basileios av Ostrogs kyrka.

## Historik
Området var ett träsk fram till slutet av 1940-talet och bebyggdes efter andra världskriget då staden hade en stark befolkningstillväxt. Målet var att bygga så många byggnader på så kort tid som möjligt vilket präglas i den brutalistiska arkitekturen. 2008 fanns där cirka 200 skyskrapor.

## Bildgalleri

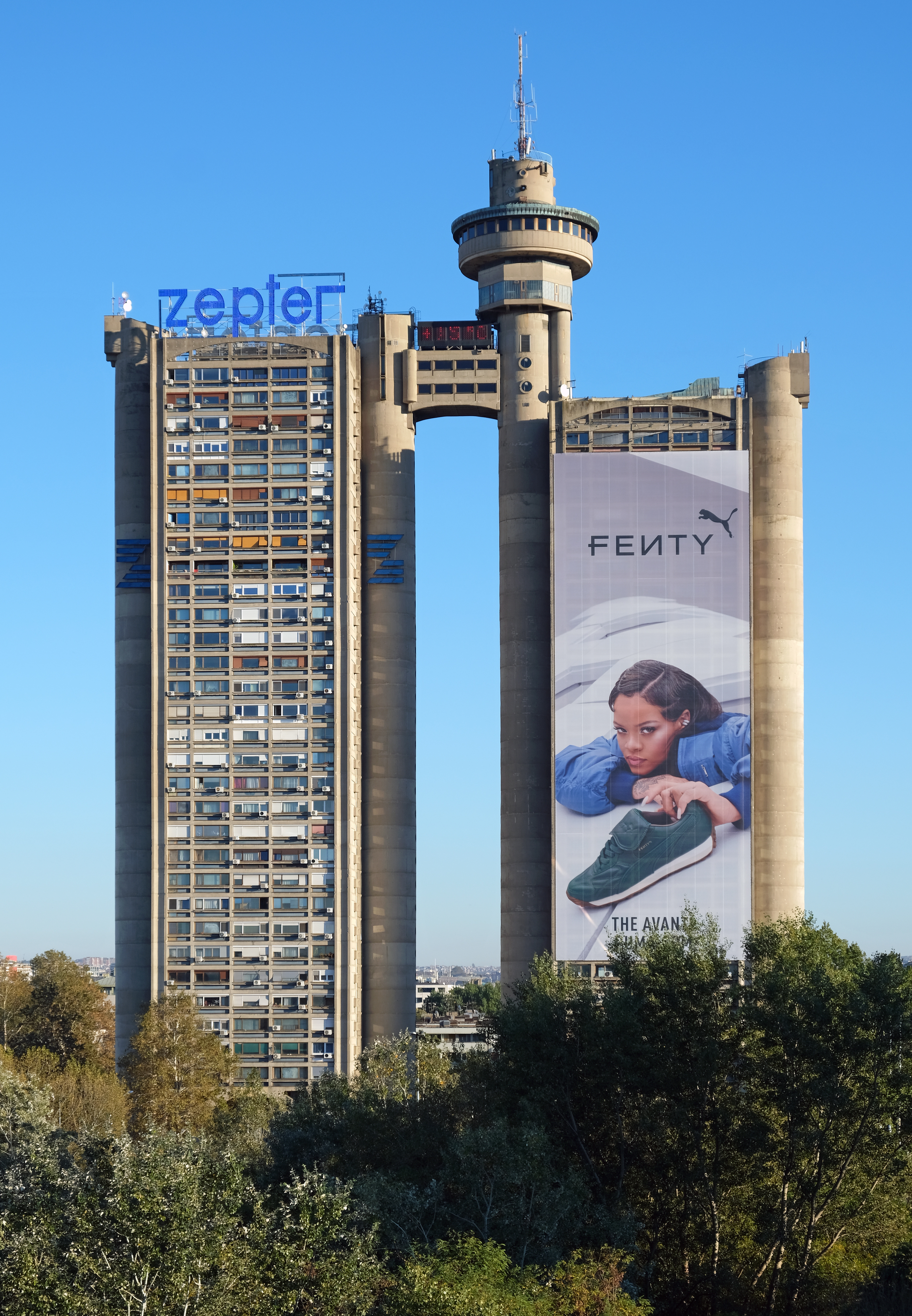
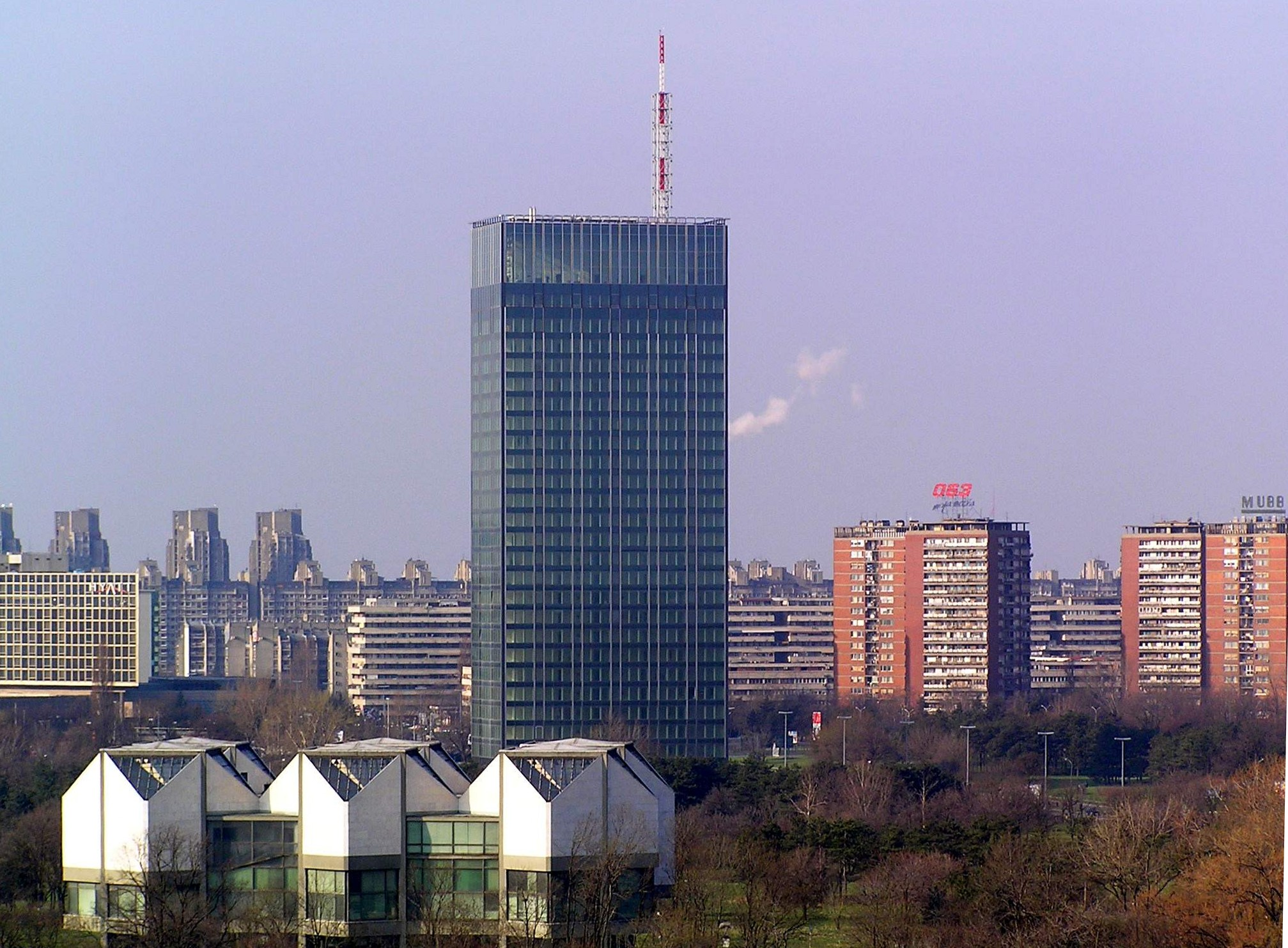
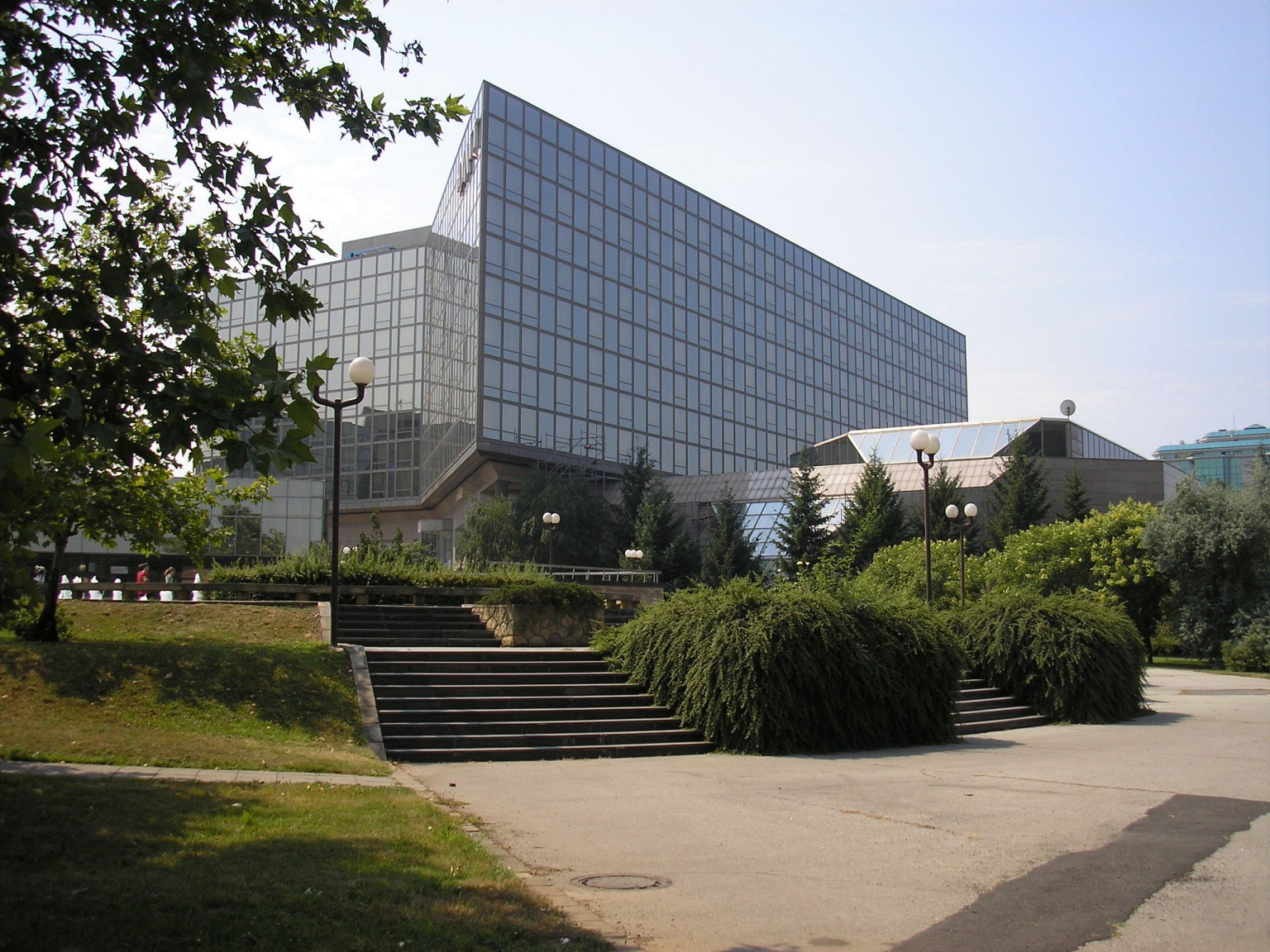
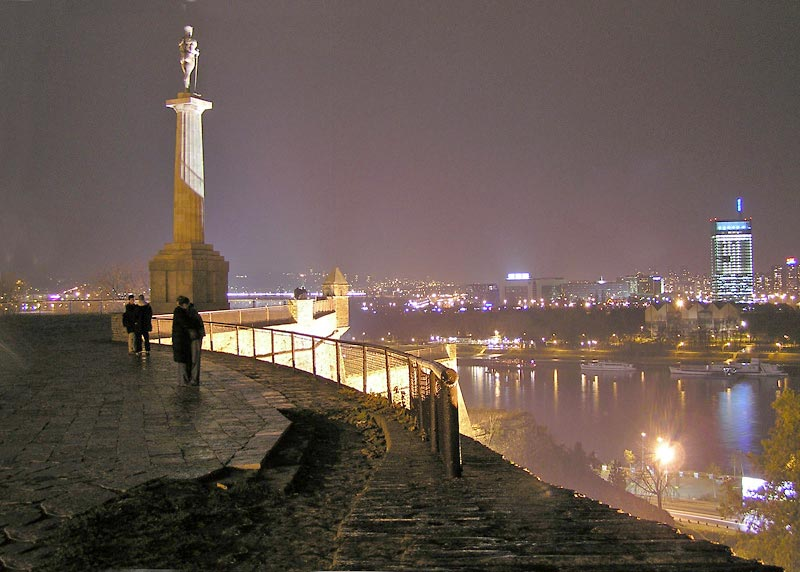
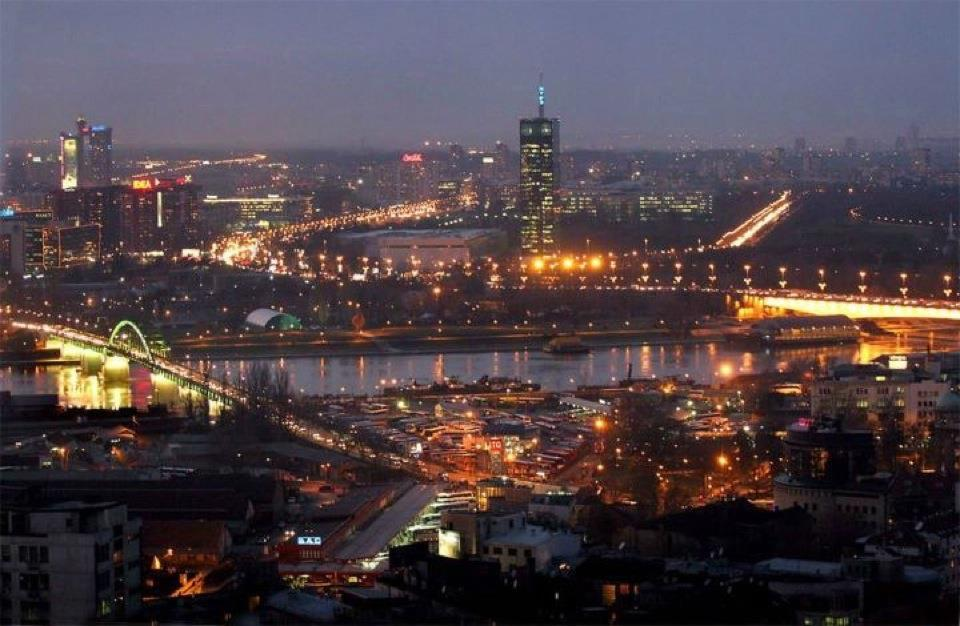

### Fotnoter
1. ↑  http://media.popis2011.stat.rs/2011/prvi_rezultati.pdf
2. ↑  Tomas Lundin (17 maj 2008). ”Serbien vill höras” (på svenska). Svenska Dagbladet. https://www.svd.se/serbien-vill-horas. Läst 20 mars 2018.